# 효열무황후

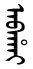

효열무황후(孝烈武皇后, 1590년 ~ 1626년 10월 1일(음력 8월 12일))는 청나라의 추존 황후이자, 태조 아이신기오로 누르하치(愛新覺羅努爾哈赤)의 복진(福晉)으로 이름은 울라나라 아바하이(만주어: ᡠᠯᠠ
ᠨᠠᡵᠠ
ᠠᠪᠠᡥᠠᡳ Ula Nara Abahai, 한국 한자: 烏拉那拉 阿巴亥 오랍나랍 아파해)이다. 부친은 울라(烏拉, Ula)의 버일러 만타이(만주어: ᠮᠠᠨ᠋ᡨ᠋ᠠᡳ Mantai, 滿泰)이다.

## 생애
후금(後金) 태조(太祖) 누르하치(努爾哈赤, 1559~1626)의 복진(측복진 1588년, 대복진 1597년)이었던 여허나라씨(1575~1603)의 아들인 태종(太宗) 홍타이지(皇太極, 1592~1643, 제2대 후금 칸 1626년, 제1대 대청황제 1636년)는 생모의 이른 죽음이 적모(嫡母) 효열무황후(측복진 1601년, 대복진 1616/1620?년)가 아버지 누르하치의 사랑을 독차지했기 때문이라 여겨 원한을 품었다. 

후금 제1대 칸 누르하치가 1626년 사망하자 여러 부족의 버일러들과 연합한 홍타이지는 대비인 아바하이를 자진토록 압박해 목을 메어 죽인 후 순장시키고 제2대 칸에 올랐다. 

이후 청을 건국한 그는 아버지 누르하치를 청 제국의 제1대 황제로 추숭하면서 생모 여허나라씨를 황후로 추존하고 누르가치의 그 외 여인들을 후비(后妃)로 봉작하지 않았다.

순치 7년(1650년)에 이르러 세조 순치제(1638~1643~1661)의 섭정이자 사실상의 통치자인 도르곤(아바하이의 차남 누르가치의 14남, 多爾袞 1612~1650)의 요청에 아바하이도 비로소 황후로 추숭될 수 있었다. 시호는 효열공민헌철인화찬천여성무황후(孝烈恭敏獻哲仁和贊天儷聖武皇后)이다.

## 자녀
- 1. 영친왕 아지거(英親王 阿濟格, 1605 ~ 1651) - 사사(賜死)
- 2. 예충친왕 도르곤(睿忠親王多爾袞, 1612년 11월 17일 ~ 1650년 12월 31일) - 과로 및 중풍 끝에 사냥 도중 급사
- 3. 예통친왕 도도(豫通親王多鐸, 1614 ~ 1649) - 천연두로 사망

## 같이 보기
- 입팔분공